# Bagna Nietlickie
Bagna Nietlickie este o arie protejată (arie de protecție specială avifaunistică — SPA) din Polonia întinsă pe o suprafață de 4.080,76 ha, integral pe uscat.

## Localizare
Centrul sitului Bagna Nietlickie este situat la coordonatele 53°53′28″N 21°47′33″E / 53.8912°N 21.7924°E.

## Înființare
Situl Bagna Nietlickie a fost declarat arie de protecție specială avifaunistică în noiembrie 2004 pentru a proteja 18 specii de animale.

## Biodiversitate
Situată în ecoregiunea continentală, aria protejată nu include niciun habitat protejat.
La baza desemnării sitului se află mai multe specii protejate de  păsări (18): pitulice de apă (Acrocephalus paludicola), acvilă țipătoare mică (Aquila pomarina), buhai de baltă (Botaurus stellaris), chirighiță neagră (Chlidonias niger), barză albă (Ciconia ciconia), barză neagră (Ciconia nigra), erete de stuf (Circus aeruginosus), erete cenușiu (Circus pygargus), cristeiul de câmp (Crex crex), ciocănitoare cu spate alb (Dendrocopos leucotos), cocor (Grus grus), sfrâncioc roșiatic (Lanius collurio), gușă albastră (Luscinia svecica), cresteț cenușiu (Porzana parva), cresteț pestriț (Porzana porzana), cristei de baltă (Rallus aquaticus), silvie porumbacă (Sylvia nisoria), cocoșul de mesteacăn (Tetrao tetrix tetrix).